# NGC 5698
NGC 5698 est une galaxie spirale barrée située dans la constellation du Bouvier. Sa vitesse par rapport au fond diffus cosmologique est de 3 782 ± 11 km/s, ce qui correspond à une distance de Hubble de 55,8 ± 3,9 Mpc (∼182 millions d'al). NGC 5698 a été découverte par l'astronome germano-britannique William Herschel en 1787.
La classe de luminosité de NGC 5698 est II et elle renferme des régions d'hydrogène ionisé. De plus, c'est une galaxie du champ, c'est-à-dire qu'elle n'appartient pas à un amas ou un groupe et qu'elle est donc gravitationnellement isolée. Selon la base de données Simbad, NGC 5698 est une radiogalaxie.
À ce jour, sept mesures non basées sur le décalage vers le rouge (redshift) donnent une distance de 47,286 ± 9,352 Mpc (∼154 millions d'al), ce qui est à l'intérieur des valeurs de la distance de Hubble. Notons cependant que c'est avec la valeur moyenne des mesures indépendantes, lorsqu'elles existent, que la base de données NASA/IPAC calcule le diamètre d'une galaxie et qu'en conséquence le diamètre de NGC 5698 pourrait être d'environ 34,0 kpc (∼111 000 al) si on utilisait la distance de Hubble pour le calculer.

## Supernova
La supernova SN 2005bc a été découverte le 2 avril 2005 dans NGC 5698 conjointement par J. Burket, H. Pugh et W. Li dans le cadre du programme conjoint LOSS/KAIT (Lick Observatory Supernova Search de l'observatoire Lick et The Katzman Automatic Imaging Telescope de l'université de Californie à Berkeley ainsi que par les astronomes amateurs américains Tim Puckett et Lou Cox. Cette supernova était de type Ia.